# Phygadeuon rufipes
Phygadeuon rufipes là một loài tò vò trong họ Ichneumonidae.